# Moncef Slaoui

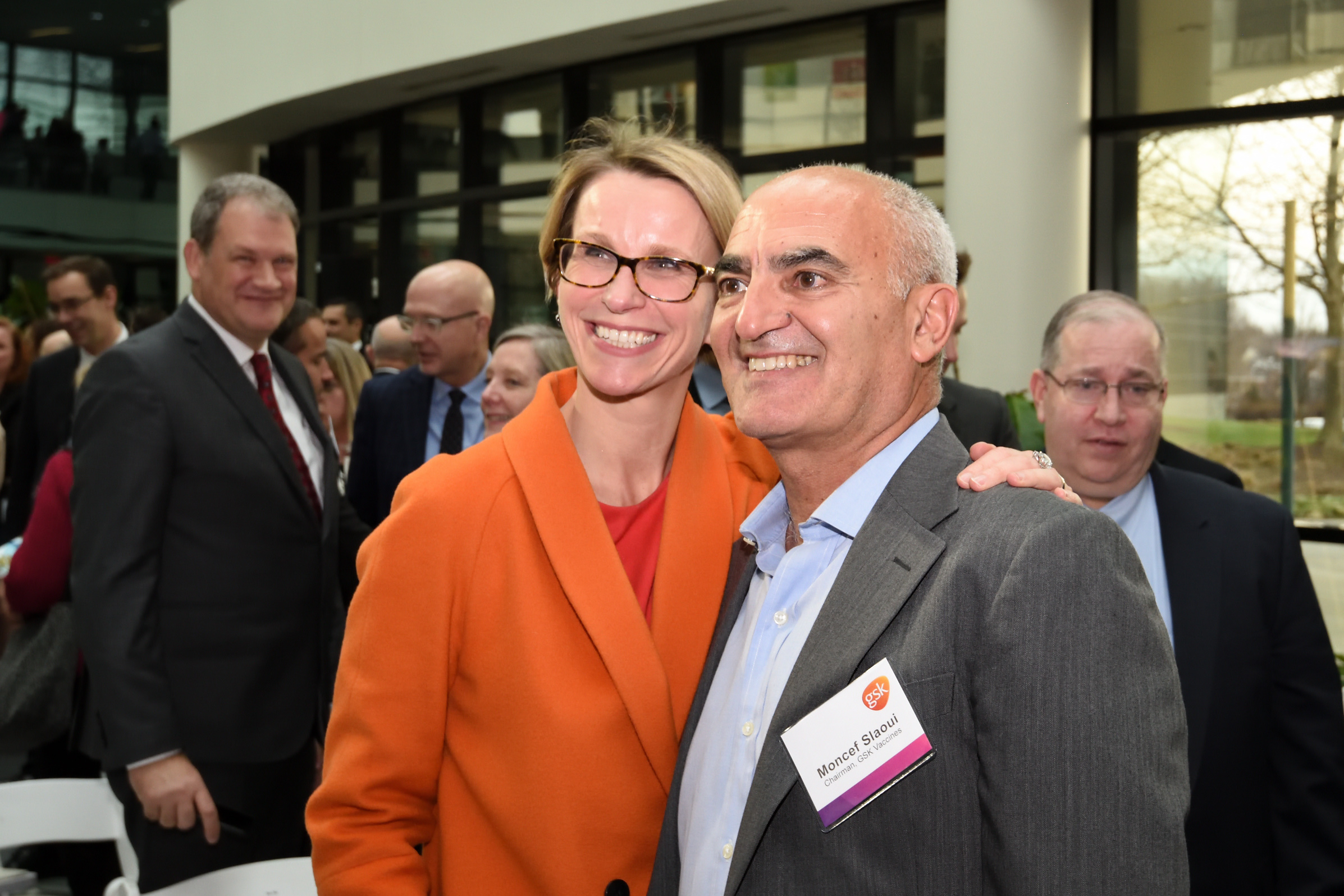
Moncef Slaoui mit Emma Walmsley (2016)

Moncef Mohamed Slaoui (arabisch منصف السلاوي Monsef al-Slāwī; * 22. Juli 1959 in Agadir, Marokko) ist ein US-amerikanisch-belgischer Immunologe, Pharmamanager und Unternehmer.

## Biografie
Bis zu seinem Rücktritt im Jahre 2017 hatte er 30 Jahre lang für das britische Pharmaunternehmen GlaxoSmithKline, zuletzt als Leiter der Impfstoffabteilung, gearbeitet.
Am 15. Mai 2020 kündigte US-Präsident Donald Trump an, dass Slaoui zusammen mit Gustave F. Perna die Bemühungen der USA zur Entwicklung und Auslieferung eines Impfstoffes gegen SARS-CoV-2 leiten wird (Operation Warp Speed). Auf Wunsch von Trumps Amtsnachfolger Joe Biden erklärte Slaoui im Januar 2021 seinen Rücktritt. Seine Vertragslaufzeit war vom Übergangsteam des neuen Präsidenten nicht verlängert worden. Slaoui war bis Mitte Februar Berater der neuen Administration.